# Agrilinus bollowi
Agrilinus bollowi är en skalbaggsart som beskrevs av Vladimir Balthasar 1941. Agrilinus bollowi ingår i släktet Agrilinus och familjen Aphodiidae. Inga underarter finns listade i Catalogue of Life.